# Manheim (Pennsylvania)
Manheim è un borough, ovvero comune degli Stati Uniti d'America, situato nello stato della Pennsylvania, nella contea di Lancaster.